# 小行星12790
小行星12790（12790 Cernan）是一颗绕太阳运转的小行星，为主小行星带小行星。该小行星于1995年10月24日发现。

## 轨道参数
小行星12790的轨道半长轴为2.3963957 UA，离心率为0.082。